# Bavorský pohár

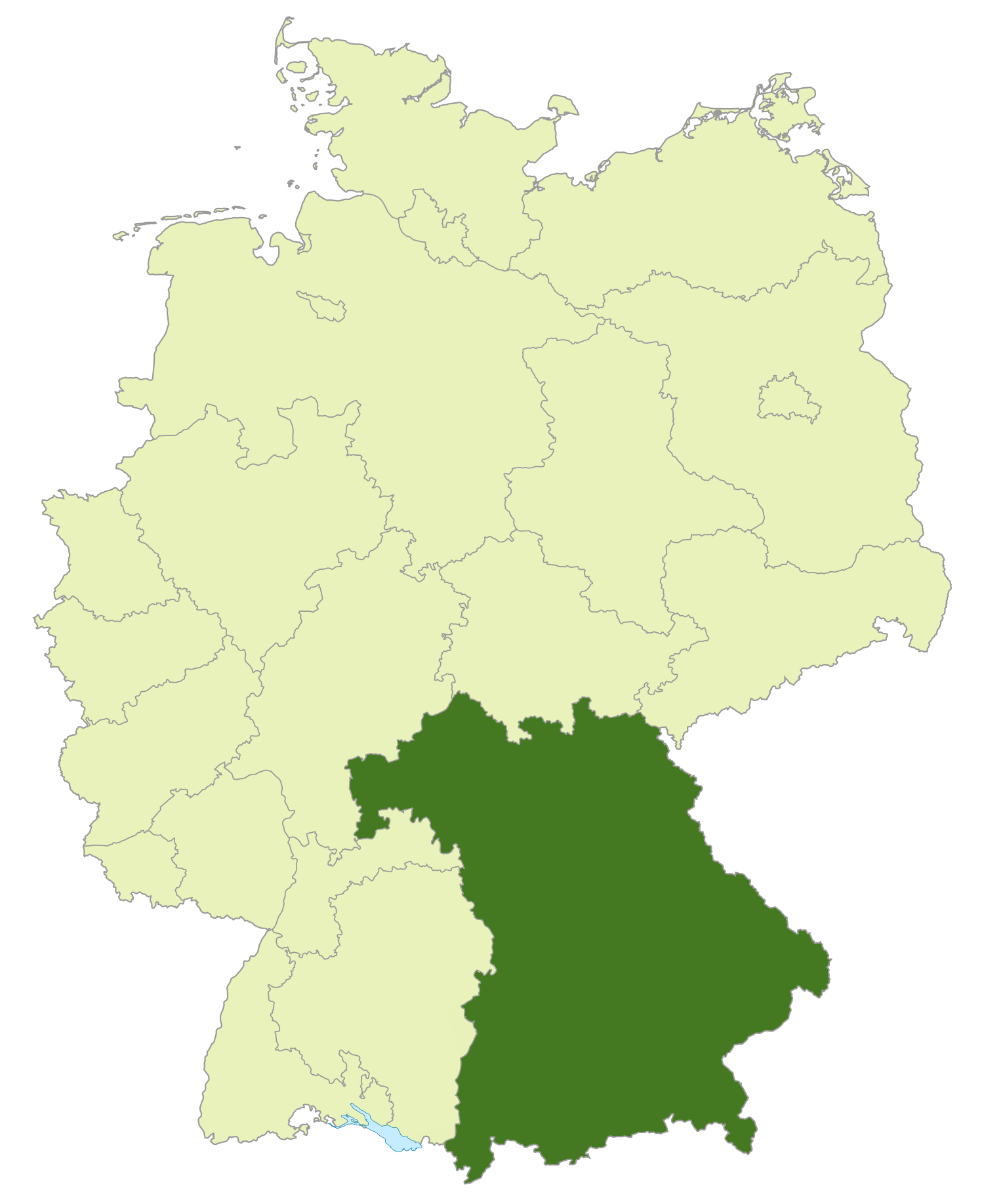
Bavorsko na mapě Německa

Bavorský pohár (německy Bayerischer Pokal, BFV-Pokal) je bavorský fotbalový Landespokal, soutěž, kterou od roku 1998 pořádá Bavorský fotbalový svaz. Ten sdružuje ve svých řadách více než 1,5 milionů členů registrovaných ve 29 135 týmech. V rámci Německa je to největší ze všech 21 zemských svazů.
Pohár se hraje vyřazovacím K.O. systémem, soutěž má šest kol. Bavorského poháru se nezúčastňují celky z nejvyšších dvou německých soutěží, ale od 1. kola BFV-Pokalu hrají i týmy ze 3. ligy, 4. ligy, dále pak Oberligy (5. ligy), 6. ligy, 7. ligy a vítězové Kreispokalů. Vítěz postupuje do soutěže DFB Pokal.

## Přehled vítězů
| 1998 | SV Schalding-Heining | 2006 | TSG Thannhausen     | 2014 | Würzburger Kickers   | 2022 | FV Illertissen   |
| 1999 | TSV 1860 Rosenheim   | 2007 | SV Seligenporten    | 2015 | SpVgg Unterhaching   | 2023 | FV Illertissen   |
| 2000 | FC Ismaning          | 2008 | SpVgg Unterhaching  | 2016 | Würzburger Kickers   | 2024 | FC Ingolstadt 04 |
| 2001 | SSV Jahn Regensburg  | 2009 | SpVgg Weiden        | 2017 | 1. FC Schweinfurt 05 | 2025 | FV Illertissen   |
| 2002 | FC Bayern Mnichov II | 2010 | SSV Jahn Regensburg | 2018 | 1. FC Schweinfurt 05 | 2026 |                  |
| 2003 | TSV Aindling         | 2011 | SSV Jahn Regensburg | 2019 | Würzburger Kickers   | 2027 |                  |
| 2004 | SSV Jahn Regensburg  | 2012 | SpVgg Unterhaching  | 2020 | TSV 1860 München     | 2028 |                  |
| 2005 | SSV Jahn Regensburg  | 2013 | TSV 1860 Rosenheim  | 2021 | Türkgücü München     | 2029 |                  |